# Marlon Maxey
Marlon Lee Maxey (Chicago, 19 febbraio 1969) è un ex cestista statunitense, professionista nella NBA, in Spagna, Grecia e Francia.

## Carriera
È stato selezionato dai Minnesota Timberwolves al secondo giro del Draft NBA 1992 (28ª scelta assoluta).